# چوریل
چوریل (به ترکی استانبولی: Çivril) شهری است در کشور ترکیه که در استان دنیزلی واقع شده‌است. جمعیت این شهر بر اساس سرشماری سال ۲۰۰۸ میلادی ۱۷٬۲۹۹ نفر و بر اساس برآوردهای سال ۲۰۰۹ میلادی ۱۹٬۹۸۰ نفر می‌باشد.